# 芸道論
芸道論（げいどうろん）とは、平安時代から江戸時代あたりまでの和歌、猿楽、生け花、茶の湯、香、武術などの道を究めるために、その道の達人が後継者や師弟、門人の修行のよすがとして書き残したもの。芸道教育といった言い方をする場合もある。
代表的な芸道論には次のようなものがある。
- 世阿弥「風姿花伝」
- 宮本武蔵「五輪書」
- 柳生宗矩「兵法家伝書」
- 平忠盛「香之書」
- 南坊宗啓「南方録」
- 岡倉天心「茶の本」

ただし、芸道論とは本来、芸道全般について意見やことわりを述べたものであり、芸道のある一分野についての書を芸道論と呼ぶ用法は誤りか少なくとも規範的ではないとの指摘がある。